# Ангран, Леонс
Лео́нс Ангра́н (фр. Léonce Angrand; 8 августа 1808, Париж —11 января 1886, Париж) — французский дипломат и художник.

## Биография
Служил первым вице-консулом в 1831 году в Кадисе, где изучил испанский язык, именно к этому периоду, относятся его первые рисунки. Затем, отправден в Эдинбург (1832—1839), с 1833 по 1839 год — вице-консул в Лиме, в 1839—1842 г. — консул Франции в Сантьяго-де-Куба, а затем — консул в Кадисе (до 1845).
В 1846 г. вернулся в Латинскую Америку в качестве консула Франции в Боливии, должность, которую он оставил в 1849 г. Затем, служил консулом Франции в Гватемале (1851—1857). Вышел в отставку с государственной службы в 1870 году. Умер в Париже в 1886 году.

## Творчество
Выполняя дипломатические функции, проводил научные и фольклорные изыскания, записывая свои наблюдения в путешествиях, часто со своими собственными иллюстрациями.
Особый интерес представляют работы в Перу. Его рисунки и акварели представляют собой единый документ по Перу того времени. Л. Ангран сосредоточился на трёх основных темах: архитектура и городские пейзажи, уличные сцены и одежда, а также археологические памятники.
Работы Л. Анграна являются ныне ценным источником для современных исследователей.
Результатом его работы стал выпуск нескольких альбомов акварелей и рисунков городов, в том числе Латинской Америки, таких как Арика, Арекипа, Лима, Куско, Ольянтайтамбо, Урубамба и Такне.
|  |  |  |  |